# Dermacentor occidentalis
Dermacentor occidentalis är en fästingart som beskrevs av Marx 1892. Dermacentor occidentalis ingår i släktet Dermacentor och familjen hårda fästingar. Inga underarter finns listade i Catalogue of Life.